# Highway 61 Revisited
Highway 61 Revisited este al șaselea album de studio al cântărețului Bob Dylan, lansat în august 1965 de Columbia Records. Este primul album al lui Dylan înregistrat în întregime cu o trupă rock după ce mai încercase acest lucru pe o parte a albumului Bringing It All Back Home. Albumul face parte din perioada în care Dylan era văzut ca "un tânăr furios".
Melodii de pe album ca "Like a Rolling Stone", "Desolation Row", "Highway 61 Revisited" și "Ballad of a Thin Man" sunt considerate ca fiind printre cele mai reușite și influente ale artistului. Dylan însuși declara: "Nu o să mai pot face un album mai bun ca acela . . . Highway 61 este prea bun. L-aș asculta de nenumărate ori."
Albumul s-a clasat pe locul 3 în topul Billboard al albumelor pop și pe locul 4 în Marea Britanie în timp ce "Like a Rolling Stone" a ajuns până pe locul 2 în topul single-urilor pop din SUA și pe locul 4 în Marea Britanie. Însă această melodie a fost clasată pe primul loc în topul Celor mai bune 500 de cântece ale tuturor timpurilor, top realizat de revista Rolling Stone. Pe lângă aceasta "Desolation Row" și "Highway 61 Revisited" sunt și ele prezente în acest top pe locurile 185 respectiv 364. Chiar și albumul a fost clasat pe locul 4 în Lista celor mai bune 500 de albume ale tuturor timpurilor stabilită de revista Rolling Stone.
Tricoul pe care Dylan îl poartă pe coperta albumului face reclamă motocicletei Triumph Bonneville T120 .

## Tracklist
1. "Like a Rolling Stone" (6:09)
2. "Tombstone Blues" (5:58)
3. "It Takes a Lot to Laugh, It Takes a Train to Cry" (4:09)
4. "From a Buick 6" (3:19)
5. "Ballad of a Thin Man" (5:58)
6. "Queen Jane Approximately" (5:31)
7. "Highway 61 Revisited" (3:30)
8. "Just Like Tom Thumb's Blues" (5:31)
9. "Desolation Row" (11:21)

- Toate cântecele au fost scrise de Bob Dylan.

## Single-uri
- "Like a Rolling Stone" (1965)